# Tavo akys
Tavo akys è un singolo del gruppo musicale lituano Katarsis, pubblicato il 31 gennaio 2025.

## Promozione

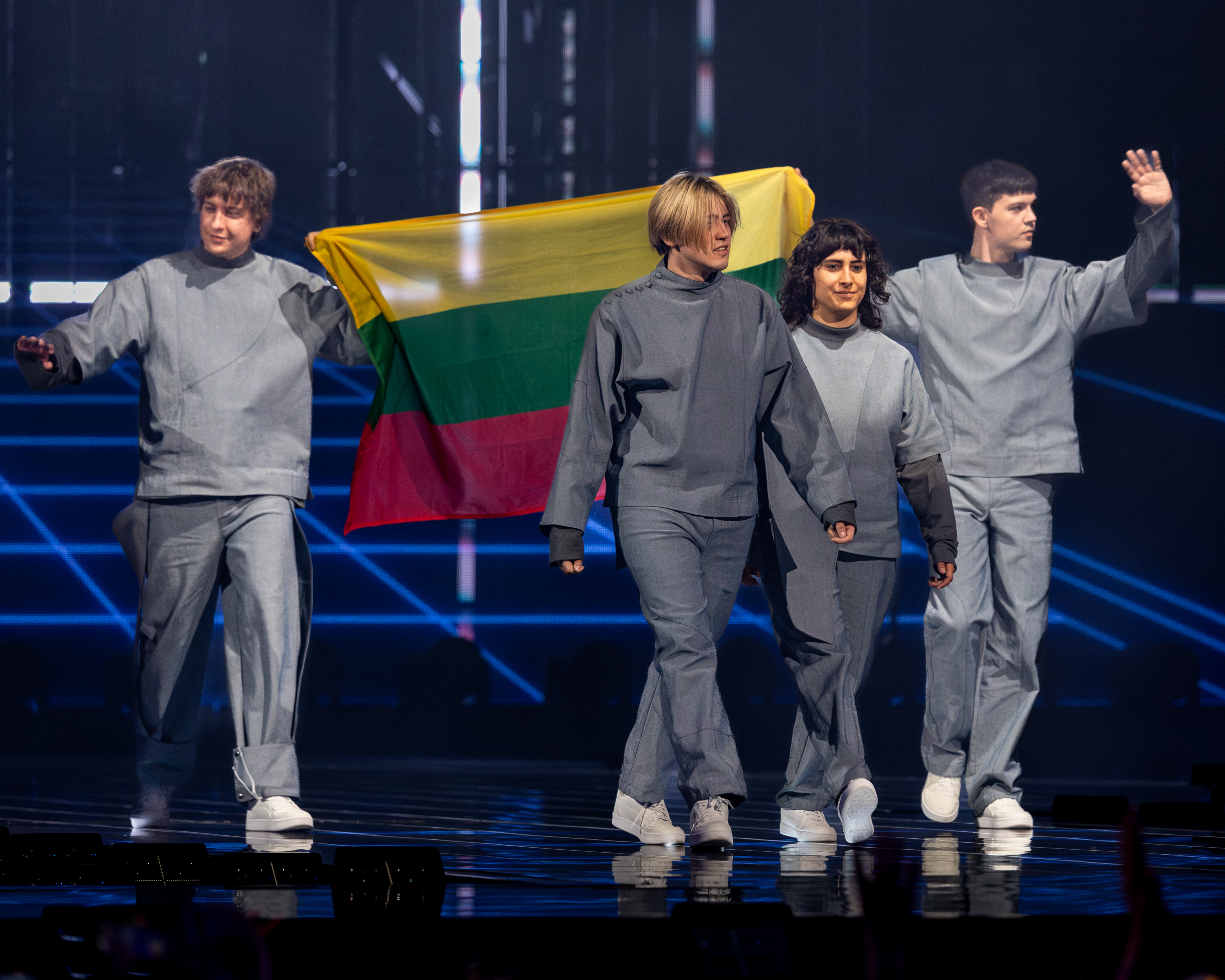
Il gruppo mentre regge il tricolore lituano alla finale dell'Eurovision Song Contest, 17 maggio 2025

Il brano grunge ed elettronico è in lituano, ed è stato inviato all'emittente radiotelevisiva lituana Lietuvos Nacionalinis Radijas ir Televizija per l'Eurovizija.LT 2025, l'evento atto a selezionare il partecipante nazionale all'Eurovision Song Contest 2025 a Basilea, in Svizzera.
L'11 dicembre 2024 Tavo akys è stato annunciato come uno dei quarantacinque concorrenti alla competizione. Il 1º febbraio seguente Tavo akys è riuscito a superare la fase delle semifinali, accedendo alla finale svoltasi due settimane più tardi. Durante la finale dell'evento Tavo akys è risultato uno dei tre brani col maggior numero di voti ricevuti dalla giuria e da casa: ha così acceduto alla finalissima, dove il 47% del televoto lo ha incoronato vincitore e rappresentante lituano sul palco di Basilea.

## Tracce
Testi e musiche di Lukas Radzevičius.
Download digitale, streaming
1. Tavo akys – 2:52

Download digitale, streaming – Choir Version
1. Tavo akys (Choir Version) – 3:14

## Formazione
- Lukas Radzevičius – voce, chitarra
- Emilija Kandratavičiūtė – basso
- Alanas Brasas – chitarra solista
- Jokūbas Andriulis – batteria
- Jurgis Masilionis – missaggio, registrazione
- Normantas Ulevičius – mastering

## Classifiche
| Classifica (2025) | Posizione massima |
| ----------------- | ----------------- |
| Grecia            | 43                |
| Lettonia          | 5                 |
| Lituania          | 1                 |